# Байдарский район
Байда́рский райо́н (укр. Байдарський район, крымскотат. Baydar rayonı, Байдар районы) — упразднённая административно-территориальная единица Крымской АССР, с центром в селе Байдары, существовавшая в 1921—1923 годах.
Располагался район на юго-западе Крыма, в пределах восточной части современного Балаклавском районе Севастопольского горсовета занимая территорию Байдарской долины.
Байдарский район был образован, после упразднения системы волостного деления декретом ВЦИК и СНК РСФСР, 18 октября 1921 года, в декабре 1921 года, в примерных границах бывшей Байдарской волости, в составе Севастопольского уезда. Район вначале включал следующие сёла:

| - Бага - Байдары - Биюк-Мускомья - Календо - Ново-Николаевка - Саватка | - Сахтик - Скеля - Уркуста - Хайто - Узунджа |

Позже в состав района включили Варнутку и Кучук-Мускомью.
В 1922 году уезды получили название округов, а, в 1923 году, на основании постановления ВЦИК РСФСР, округа были ликвидированы и введено новое деление на районы, в результате которого Байдарский район упразднили, а сёла предали в Севастопольский.